# Табаров, Сохиб Шухратович
Сохиб Шухратович Табаров (тадж. Соҳиб Шӯҳратиевич Табаров) — таджикский советский учёный, педагог, литературовед. Кандидат исторических наук (1949), действительный член Академии наук Таджикской ССР (1953). Заслуженный деятель науки Республики Таджикистан (1991). Отличник народного образования Республики Таджикистан (1991). Почётный доктор и профессор Таджикского национального университета и Таджикского государственного педагогического университета имени Садриддина Айни (2004). Обладатель Государственной премии имени Абӯабдулло Рудаки в области литературы (2010)

## Биография
После окончания Душанбинского государственного педагогического института имени Т. Г. Шевченко с 1943 года до 1985 года работал на различных должностях в в ТГУ им. В. И. Ленина. В 1953—1980 годы заведовал кафедрой литературы ТГУ им. В. И. Ленина, был избран член-корреспондентом Академии наук Таджикской ССР. С 1985 года Сохиб Табаров является ведущим научным сотрудником отдела современной литературы, научным консультантом Института языка, литературы и редких рукописей имени А. Рудаки Академии наук Таджикскистана, консультант и доцент кафедры новейшей литературы и теории литературы Таджикского национального университета.

## Творчество
Начал свою творческую деятельность как литературовед и рецензент, чем снискал себе научный авторитет среди коллег на кафедре литературоведения университета и ученых республики. Научная деятельность в области исследования новейшей истории таджикской литературы и его литературные рецензии на новые произведения таджикских литераторов нашли своё освещение в многочисленных научных и научно-популярных публикациях, в СМИ.
Исследовательский стиль С. Ш. Табарова похож на исследовательские стили литературоведов таджикской литературы — академика АН ТССР Абдулгани Мирзоева и профессора Н. Болдырева. По мнению чешского ираниста, академика Яна Рипки в настоящее время в научных кругах таджикской филологии, в лице Табарова С. Ш. образовалась школа литературоведов республики, которую успешно продолжают его ученики.
Табарова С. Ш. автор более 850 научных публикаций, в том числе в фундаментальных трудов «Пайрав Сулаймонӣ» (1962, издание второе 2013), «Жизнь, литература, реализм» (в пяти томах, 1966—1989 гг.), «С. Айни — основатель таджикской советской литературы» (1977), Мунзим, Бехбуди (2002) и др.

## Награды
- Три ордена «Знак Почёта»,
- орден «Дружба»,
- медаль «Ветеран труда»,
- Почетные грамоты Президиума Верховного Совета Таджикской ССР.
- Заслуженный деятель науки Республики Таджикистан (1991).
- Отличник народного образования Республики Таджикистан (1991).
- Доктор и почетный профессор Таджикского национального университета (2001) и Таджикского государственного педагогического университета имени Садриддина Айни (2004).
- Обладатель Государственной премии имени Абӯабдулло Рудаки в области литературы (2010).